# Roberto Dal Cortivo
Roberto Dal Cortivo (Carbonia, 28 marzo 1947) è un politico italiano, sindaco di Cagliari dal 1990 al 1992 e assessore comunale dal 1980 al 1990.

## Biografia
Roberto Dal Cortivo ha frequentato la facoltà di Sociologia presso l'Università di Trento. Successivamente ha assunto incarichi sindacali nella C.G.I.L., prima a Firenze, poi in Sardegna (federbraccianti, edili, confederali) per dedicarsi alla politica attiva; dapprima, come segretario provinciale del P.S.I. di Cagliari e quindi, come amministratore della città cagliaritana dal 9 agosto 1990 al 18 giugno 1992. Fu sindaco durante il campionato mondiale di calcio 1990: sotto il suo mandato fu ristrutturato lo stadio Sant'Elia, costruita la strada statale 195 racc Via San Paolo e il raddoppiamento della carreggiata in via dei Conversi.